# Прибислав I
Прибислав I (*д/н — бл. 1156) — князь-співволодар Ободрицької держави у 1131—1156 роках (разом з Ніклотом).

## Життєпис

### Боротьба за владу
Стосовно походження Прибислава замало відомостей. На думку значної кількості дослідників, був сином Будівоя, тобто небожем Генріха I, князя ободритів. Таким чином належав до династії Наконідів. За іншими — був представником знаті племені вагрів. Відомий як Прибислав Вагрський.
Після загибелі князя Свентіполка у 1129 році в союзі з впливовим князем Ніклотом виступив проти претендента Кнуда Лаварда. Останній, спираючись на допомогу данської та німецької шляхти, зумів завдати Прмбиславу та Ніклоту поразки, внаслідок чого вони потрапили у полон. Лише після сплати викупу та визнання Кнуда володарем, Прибислав здобув волю.

### Князь
У 1131 році після загибелі Кнуда Лаварда разом з Ніклотом захопив владу в Ободрицькій державі, розділивши володіння. Прибислав отримав володіння, основою яких стали Вагрія, землі варнів і полабів. Став підтримувати поганство, усіляко перешкоджаючи християнізації слов'ян-венедів. Водночас флот став нападати на узбережжя балтійських країн. Спроби імператора Лотаря II примусити Прибислава надати допомогу християнському місіонеру Вісцеліну, слов'янський князь фактично саботував.
У 1137 році після смерті імператора Лотаря II почалася боротьба за герцогство Саксонію між Альбрехтом I Асканієм, маркграфом Бранденбурга, і Генріхом X Вельфом, герцогом Баварії, в яку втрутився Прибислав I. Він почав спустошливі походи на землі Саксонії.
Втім у цей час володіння Прибислава I і Ніклота були атаковано Ратиславом, князем руян, який виплюндрував околиці Любіци (сучасний Старий Любек). Володарі ободритів відбили напад, утім про ці події замало відомостей. У 1138 році проти Прибислава I виступив Генріх фон Баневід, граф Гольштейна, який завдав слов'янам важких поразок. Ситуацію на деякий час врятувала смерть Альбрехта I, після чого Саксонію захопив Генріх X. Внаслідок цих подій Генріх фон Баневід відступив із Вагрії, оскільки Генріх Вельф, герцог Баварії та Саксонії, підтримав Адольфа II Шауенбурга, колишнього графа Гольштейна. Зрештою Прибислав I відвоював втрачені землі.
Але у 1139 році помер Генріх X Вельф, й Генріх фон Баневід перейшов у наступ, захопивши землі полабів разом з Раценбургом, у 1142 році Прибислав I зазнав остаточної поразки, його землі скоротилися. Зрештою він вимушений був визнати зверхність Генріха Льва Вельфа, герцога Саксонії та Баварії. Втім, продовжував протистояти християнізації ободрицьких племен. Проте, під час Хрестового походу проти слов'ян 1147 року Прибислав I не підтримав ані німців, ані Ніклота.
Останні згадки щодо Прибислава I відносять до 1155 року, де він згадується як учасник церковної служби в Старигарді. Можливо брав участь у боротьбі за владу в Данії між Свеном III, Кнутом V та Вальдемаром I. Дата завершення панування Прибислава I невідома, але до 1159 року його вже не було серед живих.